# 四十万駅
四十万駅（しじまえき）は、石川県金沢市四十万4丁目にある、北陸鉄道石川線の駅である。駅番号はI10。

## 歴史
- 1915年（大正4年）6月22日：開業。

## 駅構造

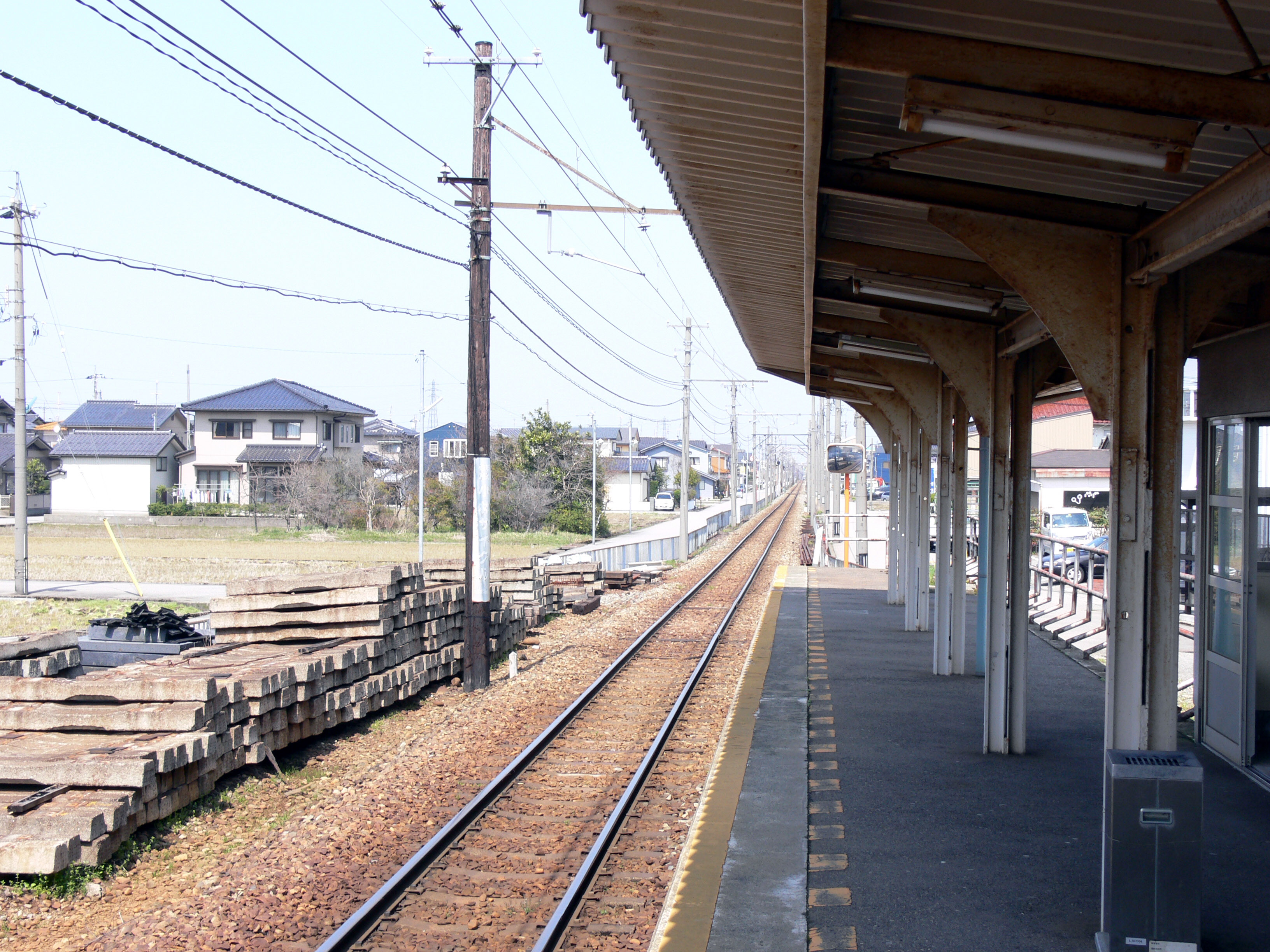
ホーム（2008年4月）

単式1面1線のホームを持つ地上駅。無人駅である。
かつては交換設備が存在した島式1面2線のホームを持つ地上駅であったが、1965年（昭和40年）に大額駅が額住宅前駅へ改称した際に交換設備が額住宅前駅へ移り、現在の構造となった。当時の様子は国土地理院の空中写真（1963年）などで確認できる。

## 利用状況
| 1日乗降人員推移 | 1日乗降人員推移 |
| 年度            | 1日平均人数     |
| --------------- | --------------- |
| 2006年          | 289             |
| 2007年          |                 |
| 2008年          |                 |
| 2009年          |                 |
| 2010年          |                 |
| 2011年          | 222             |
| 2012年          | 225             |
| 2013年          | 209             |
| 2014年          | 212             |
| 2015年          | 244             |
| 2016年          | 254             |
| 2017年          | 253             |

## 駅周辺
- 金沢市立四十万小学校
- 池田病院
- ホームセンタームサシ金沢南店

同名の北鉄バス「四十万」バス停も存在するが、駅からは徒歩15分ほどかかる場所にある。
同駅の利用者の多くが旧鶴来町（熱野、富光寺、桑島）の住民であったため、鶴来町が同駅用に自転車置き場を整備したことがある。

## 隣の駅
北陸鉄道
■石川線
乙丸駅 (I09) - 四十万駅 (I10) - 陽羽里駅 (I11)